# 王震亨
王震亨，山西稷山人，清朝政治人物。同進士出身。
顺治十二年（1655年），登进士。順治十六年，接替謝九錫，擔任江蘇宜興縣知縣。后由徐日藻接任。